# UFC 102
UFC 102: Couture vs. Nogueira fue un evento de artes marciales mixtas celebrado por Ultimate Fighting Championship el 29 de agosto de 2009 en el Rose Garden Arena en Portland, Oregón.

## Historia
Randy Couture tenía prevista originalmente una defensa del título contra Antônio Rodrigo Nogueira en UFC 81, sin embargo, renunció la pelea en octubre de 2007. Finalmente, Couture y la UFC solucionaron sus problemas legales. Por su parte, Nogueira derrotó a Tim Sylvia ganando así el campeonato interino, convirtiéndose de esta manera en el primer peleador en obtener los cinturones tanto en PRIDE como en UFC.
El combate entre Kyle Kingsbury y Razak Al-Hassan se trasladó a UFC 104.
Matt Hamill se retiró de su pelea con Brandon Vera debido a una lesión. A su vez, Krzysztof Soszynski reemplazó a Hamill.

## Premios extras
Cada peleador recibió un bono de $60,000.
- Pelea de la Noche: Randy Couture vs. Antônio Rodrigo Nogueira
- KO de la Noche: Nate Marquardt
- Sumisión de la Noche: Jake Rosholt